# Metzingen
Metzingen (en souabe : Metzenga) est une ville dans l'État fédéré allemand de Bade-Wurtemberg. Elle est située environ à 30 km de Stuttgart et 160 km de Strasbourg, en France.

## Histoire
| Appartenances historiques Comté de Wurtemberg 1317-1442 Comté de Wurtemberg-Urach 1442-1482 Comté de Wurtemberg 1482-1495 Duché de Wurtemberg 1495-1803 Électorat de Wurtemberg 1803–1806 Royaume de Wurtemberg 1806–1918 République de Weimar 1918–1933 Reich allemand 1933–1945 Allemagne occupée 1945–1949 Allemagne 1949–présent |

## Démographie
| Année | Population |
| ----- | ---------- |
| 1383  | 150        |
| 1470  | 1.230      |
| 1598  | 2.030      |
| 1661  | 1.196      |
| 1763  | 2.214      |
| 1803  | 3.146      |
| 1849  | 4.371      |
| 1861  | 4.318      |
| 1871  | 4.706      |
| 1880  | 5.360      |
| 1900  | 5.460      |
| 1910  | 6.337      |
| 1925  | 6.587      |

| Année | Population |
| ----- | ---------- |
| 1933  | 7.041      |
| 1939  | 7.752      |
| 1950  | 9.660      |
| 1961  | 11.819     |
| 1970  | 14.475     |
| 1975  | 19.224     |
| 1980  | 19.473     |
| 1987  | 19.468     |
| 1990  | 20.754     |
| 1995  | 21.447     |
| 2000  | 21.679     |
| 2005  | 21.983     |

## Maires successifs
- 1804 - 1822 : Christian Friedrich Kuhorst
- 1822 - 1837 : Georg Friedrich Gußmann
- 1837 - 1864 : Jakob Michael Beck
- 1864 - 1878 : Christian Hess
- 1878 - 1910 : Friedrich Caspar
- 1910 - 1934 : Wilhelm Carl
- 1934 - 1937 : Ernst Neuhaus
- 1938 - 1946 : Otto Dipper
- 1946 - 1949 : Gottlob Prechtl
- 1949 - 1955 : Willi Schmid
- 1955 - 1961 : Otto Dipper
- 1961 - 1983 : Eduard Kahl
- 1983 - 1999 : Gotthard Herzig
- 1999 - 2008 : Dieter Hauswirth
- 2009 - 2020 : Dr. Ulrich Fiedler
- 2021 - : Carmen Haberstroh

## Jumelages
| Ville | Ville     | Pays | Pays        | Période     |
| ----- | --------- | ---- | ----------- | ----------- |
|       | Hexham    |      | Royaume-Uni | depuis 1989 |
|       | Nagykálló |      | Hongrie     | depuis 1992 |
|       | Noyon,    |      | France      | depuis 1979 |

## Sport
- Handball : TV 1893 Neuhausen, TuS Metzingen

## Personnalités
- Hans Speidel général allemand né le 28 octobre 1897 à Metzingen fut hostile au système totalitaire nazi en 1944 et l'un des conspirateurs d'état contre Adolf Hitler.
- Hugo Ferdinand Boss né et mort à Metzingen (8 juillet 1885 – 9 août 1948) était un styliste. Il est le fondateur de la compagnie de vêtements Hugo Boss.

## Économie
La ville est le siège d'une usine Hugo Boss, à proximité de laquelle est venu se greffer un magasin d'usine de la marque, puis d'autres magasins de nombreuses autres marques. La ville attire tous les ans des milliers de visiteurs venus de toute la France et toute l'Allemagne.